# Tecticeps anophthalmus
Tecticeps anophthalmus is een pissebed uit de familie Tecticipitidae. De wetenschappelijke naam van de soort is voor het eerst geldig gepubliceerd in 1963 door Yakov Avadievich Birstein.